# Adolfo Lastretti
Adolfo Lastretti (Tempio Pausania, 1937. november 18. – Loiano, 2018. május 5.) olasz színész.

## Filmjei

### Mozifilmek
- Joe... cercati un posto per morire! (1968)
- La bande à Bonnot (1968)
- Vedove inconsolabili in cerca di... distrazioni (1968)
- Paroxismus (1969)
- Corbari (1970)
- Egy rendőrfelügyelő vallomása az államügyésznek (Confessione di un commissario di polizia al procuratore della repubblica) (1971)
- Afrikai Scipio (Scipione detto anche l'africano) (1971)
- Bianco, rosso e... (1972)
- Élet vagy halál (Una ragione per vivere e una per morire) (1972)
- Süket Smith és Nagyfülű Johnny (Los amigos) (1973)
- Shaft Afrikában (Shaft in Africa) (1973)
- One Way (1973)
- Megtorlás (Rappresaglia) (1973)
- Dio, sei proprio un padreterno! (1973)
- Spasmo (1974)
- Borsalino és társai (Borsalino and Co.) (1974)
- Gyorsított eljárás (Processo per direttissima) (1974)
- Cagliostro (1975)
- I quattro dell'apocalisse (1975)
- Il giustiziere sfida la città (1975)
- Zsaru-történet (Flic Story) (1975)
- A cigány (Le Gitan) (1975)
- Povero Cristo (1976)
- Kutyaszív (Cuore di cane) (1976)
- Italia a mano armata (1976)
- Napoli si ribella (1977)
- Napoli spara! (1977)
- A sivatag oroszlánja (Lion of the Desert) (1980)

### Tv-filmek
- Sul filo della memoria (1972)
- Nessuno deve sapere (1972)
- L'éducation sentimentale (1973)
- Sotto il placido Don (1974)
- Egy asszony (Una donna) (1977)
- Nel silenzio della notte (1977)
- Il Passatore (1977–1978, tv-film)
- L'indizio (cinque inchieste per un commissario) (1982)
- Pio atya – A csodák embere (Padre Pio) (2000)

### Tv-sorozatok
- Le inchieste del commissario Maigret (1972, egy epizódban)
- Vivere (1999)